# Ей Си/Ди Си
Ей Си/Ди Си (на английски: AC/DC) е рок група създадена в Сидни, Австралия през ноември 1973 г. от родените в Шотландия братя Малкълм Йънг и Ангъс Йънг. Бандата е една от най-влиятелните в стила хардрок; изградила своята популярност благодарение на семпли мелодии, състоящи се от три (или четири) акорда. За разлика от повечето хевиметъл/хардрок формации Ей Си/Ди Си избягват да използват дълги китарни сола и ефекти. Името на групата в буквален превод означава променлив ток/постоянен ток.

## Името
Ангъс и Малкълм Йънг твърдят, че са стигнали до идеята за името на групата, след като сестра им, Маргарет Йънг, видяла инициалите AC/DC върху една шевна машина (AC/DC означава „променлив ток/постоянен ток“ на английски). Братята почувствали, че това име може да символизира суровата енергия на групата и мощните изпълнения, и името било прието. AC/DC се произнася по букви (ей си/ди си), обаче в Австралия групата разговорно е известна като Acca Dacca.

## История
Братята Малкълм, Ангъс и Джордж Йънг са родени в Глазгоу, Шотландия, но се преместват в Сидни с част от семейството си през 1963 г. Джордж е първият, който се научава да свири на китара. Той става член на Easybeats, една от най-успешните банди през 60-те години на миналия век в Австралия. През 1966 г. те стават първата местна рок група с международен хит, песента Friday on My Mind. Малкълм следва стъпките на Джордж, като става китарист на група от Нюкасъл (Нови Южен Уелс), наречена Velvet Underground. Най-големият им брат Aлекс Йънг решава да остане във Великобритания, за да продължи своите музикални изяви.
През ноември 1973 г. Малкълм решава да формират групата AC/DC. За около седмица те събират хора, които да свирят в нея. Към братята-китаристи Малкълм и Ангъс се присъединяват бас-китаристът Лари ван Кридт (Larry Van Kriedt), вокалът Дейв Евънс (Dave Evans) и барабанистът Колин Бърджис (Colin Burgess). Започват да свирят в квартала на братята в Сидни. Първата им сценична изява е в навечерието на новата 1974 г., в клуб Chequers. През юни 1974 г. групата записва първите си песни – Can I Sit Next To you Girl и Rockin' In The Parlour, когато двамата Йънг се обръщат към по-големия си брат Джордж Йънг с молба да продуцира песните заедно с Хари Ванда. Двете песни излизат през юли, бързо стават хит в клубовете на Австралия и AC/DC тръгват на първото си турне, като обикалят клубовете в цялата страна. През септември 1974 г. Бон Скот става техен вокал на мястото на Дейв Евънс. Скоро след това рок групата записва първия си студиен албум High Voltage, който излиза в Австралия през февруари 1975 г. и им носи голям успех.
Малкълм и Ангъс привличат все още неопитния барабанист Фил Ръд и басиста Марк Евънс и записват втория си албум T.N.T., който излиза през февруари 1976 г. и носи още по-голяма слава на групата в Австралия. Докато групата работи върху третия си албум, мениджърът им Мишел Браунинг отива до Лондон, за да потърси музикална компания, която да издава албумите на AC/DC извън Австралия. След дълго търсене сключва договор с американската компания Atlantic Records. Те издават европейски албум на AC/DC, като смесват австралийските албуми High Voltage и T.N.T. Третият албум на рок групата Dirty Deeds Done Dirt Cheap излиза на пазара по едно и също време в Австралия и в Европа. След издаването на четвъртия си албум Let there be Rock AC/DC тръгват на европейско турне като поддържаща група на Black Sabbath, но турнето не продължава дълго за AC/DC.
През лятото на 1978 AC/DC правят първото си пътуване до Америка, където свирят по клубовете. Откриват фестивала REO Speedwago“. След това се връщат в Европа, за да рекламират свое собствено турне и се връщат отново в САЩ като подгряваща група на KISS и Rush. През 1978 г. групата записва своя следващ студиен албум – Powerage, който излиза в края на април същата година. След него популярността на AC/DC в Англия силно нараства и групата решава да направи турне в Европа, преди да се върне отново в САЩ, където да отвори мюзик феста за групи като Aerosmith, UFO, Journey, Rainbow и Alice Cooper.
След излизането на лайв албума If You Want Blood You've Got It AC/DC изместват KISS от лидерската позиция в музикалните класации във Великобритания. Но следващият албум на хардрок бандата прави AC/DC световноизвестна група. Това е Highway to Hell, записан в Roundhouse Studios. Албумът излиза през юли 1979 и се продава добре. След това AC/DC потеглят за Северна Америка като подгряваща група на турнетата на групи като „Чийп Трик“, UFO и Ted Nugent. Участват като подгряваща група и в европейското турне на Judas Priest. На това турне правят собствен концерт в Париж, който е заснет и след това издаден под името Let There Be Rock Video.
На 19 февруари 1980 г. Бон Скот умира (като официална причина за смъртта е посочено „остро алкохолно отравяне“). След прослушване останалите членове избират за нов вокалист на AC/DC бившия вокалист на група Geordie – Брайън Джонсън.
През април групата отпътува за Бахамските острови с техния нов вокал и продуцента „Глупака“ Лейндж („Mutt“ Lange), за да запише новия си албум Back in Black. През май албумът бил вече записан и групата си отделя малко време за почивка. Членовете ѝ се събират на 1 юли за концерта в Белгия. Публиката одобрява новия вокал Брайън Джонсън и го приема като част от AC/DC. Групата издава албума си през юли 1980.
Голямата популярност на AC/DC в САЩ е причина Atlantic Records да издаде Dirty Deeds Done Dirt Cheap и в САЩ. След световното си турне рок групата подготвя следващия си студиен албум. Той е готов през 1981, казва се „For Those About to Rock (We Salute You)“ и донася на AC/DC още по-голяма световна слава. През 1982 г. групата прави световно турне, на което представя новия албум.
Минават почти 2 години преди групата да издаде следващия си албум. По време на записите за новия албум барабанистът Фил Ръд напуска групата поради проблеми с алкохола. На негово място идва Саймън Райт.
Този път албумът не се продуцира от Лейндж, а от членовете на групата. Flick Of The Switch тръгва по музикалните магазини през август 1983.
Следващите няколко албума на AC/DC се продават добре, но нито един от тях не се превръща в хит. Песента Who Made Who от едноименния албум е включена в саундтрака към филма на Стивън Кинг Maximum Overdrive.
Албумът от 1988 г. Blow Up Your Video се превръща в голям хит в няколко държави, но чак след като групата тръгва на турне, за да го представи, албумът става един от най-продаваните на AC/DC.
Почти 10 години след излизането на Back in Black AC/DC се завръщат на върха на световните музикални класации с албума Razors Edge, като продуцент е Брус Файърбрайън (Bruce Fairbairn), а барабанистът Саймън Райт е сменен от Крис Слейд. След голямото световно турне на албума AC/DC издават албум с песни, изпълнени на живо по време на турнето. Песента Big Gun е включена в саундтрака към филма „Последният екшън герой“.
Продуцент на следващия албум е Рик Рубин (Rick Rubin). Ballbreaker излиза на 26 септември 1995 г. Песента Hard as a Rock веднага става хит. Минават две години преди AC/DC да издадат нов албум през 1997 – Bonfire, който събира на едно място всички изпълнения на Бон Скот (било те студийни или на живо).
През 2000 г. излиза албум с нови песни, който носи името Stiff Upper Lip. Албумът се продава изключително добре и година след издаването му става платинен. Успехът е последван от успешно турне. През 2001 издават домашно DVD на концерт от турнето Stiff Upper Lip, изнесен в Мюнхен, Германия.
На 18 октомври 2008 г. излиза албумът Black Ice.
На 14 май 2010 г. AC/DC идват за първи път в България като част от турнето Black Ice.
На 28 ноември 2014 г. излиза новият им албум Rock or Bust. Той е най-краткият студиен албум на групата – 34:55 минути, почти 2 минути по-кратък от албума Flick of the Switch (37:02). Rock or Bust достига до номер 1 в 12 страни, включително Австралия, Канада, Германия и Швеция. Той достигна топ 5 в още 12 страни, включително Нова Зеландия, Великобритания, САЩ и Италия. Той също така се превърна в първия албум, записан без бившия член на екипа и ритъм китарист Малкълм Йънг, който ги оставя поради здравословни проблеми през април 2014 г. На 16 април 2014 г. AC/DC пусна съобщение, в което се посочва, че Малкълм Йънг „ще си вземе почивка от групата поради влошено здравословно състояние“. На 24 септември 2014 г. групата обяви, че Йънг няма да се присъедини повторно към групата. Той е заменен от племенника му, Стиви Йънг.
На 17 април 2016 г. Аксел Роуз от Гънс Ен Роузис заменя Брайън Джонсън като вокал на групата. Причината е влошаващият се слух на Джонсън. 2017 г. Фил Ръд напуска Ейси/Диси. Крис Слейд заема мястото му. 2020 година Брайън Джонсън и Фил Ръд се завръщат в Ейси Диси. На 12 ноември същата година излиза албума Power Up.

## Дискография

### Албуми
- High Voltage (Австралия) – 1975 г.;
- T.N.T. – 1975 г.;
- High Voltage – 1976 г.;
- Dirty Deeds Done Dirt Cheap – 1976 г.;
- Let There Be Rock – 1977 г.;
- Powerage – 1978 г.;
- Highway to Hell – 1979 г.;
- Back in Black – 1980 г.;
- For Those About to Rock (We Salute You) – 1981 г.;
- Flick of the switch – 1983 г.;
- Fly on the Wall – 1985 г.;
- Blow Up Your Video – 1988 г.;
- The Razor's Edge – 1990 г.;
- Ballbreaker – 1995 г.;
- Stiff Upper Lip – 2000 г.;
- Black Ice – 2008 г.
- Rock or Bust – 2014 г.
- Power Up – 2020 г.

### ЕР
- '74 Jailbreak – 1984 г.;
- Volts – 1997 г.;

### Live албуми
- If You Want Blood You've Got It – 1978 г.;
- Live – 1992 г.;
- Live: 2 CD Collector's Edition – 1992 г.;
- Live from the Atlantic Studios – 1997 г.;
- Let There Be Rock: The Movie – 1997 г.;
- Live at River Plate – 2012 г.;

### Саундтрак албуми
- Who Made Who – 1986 г.;
- Iron Man 2 – 2010 г.;

## Състав
| Настоящи членове - Ангъс Йънг – китара (1973– ) - Фил Ръд – барабани (1975 – 1983; 1994 – 2017; 2020 – ) - Клиф Уилямс – бас (1977 – 2017; 2020 – ) - Брайън Джонсън – вокали (1980 – 2016; 2020 – ) - Стиви Йънг – китара (2014– ) |  | Предишни членове - Аксел Роуз – вокали (2016 – 2020) - Дейв Евънс – вокали (1973 – 1974) - Малкълм Йънг – китара (1973 – 2014) - Бон Скот – вокали (1974 – 1980) - Марк Евънс – бас (1975 – 1977) - Саймън Райт – барабани (1983 – 1989) - Крис Слейд – барабани (1989 – 1994; 2014 – 2017) |

## Отличия
На 52-те награди „Грами“ през 2009 г. групата печели отличието в категория „Най-добро хардрок изпълнение“ за War Machine. Общият брой номинации за награда „Грами“ през годините (от 1988 до 2009) е 7.
На 18 ноември 2013 г. албумът Back in Black получава оценка 22-но платинен от Американската асоциация на звукозаписната индустрия, т.е. албумът е продаден в над 22 милиона копия. С това Back in Black става най-продаваният албум от австралийска група.